# نفيسة الغمراوي
نفيسة الغمراوي ، لاعبة سباحة وهوكي وألعاب قوى، أول فتاة تشكل فريق نسائي لكرة السلة بالنادي الأهلي، وأول سيدة تتولى منصب عميد كلية التربية الرياضية.

## السيرة الذاتية.
لاعبة سباحة وهوكي مصرية الجنسية، من مواليد عام 1918، في عام 1930 أرسلت في بعثة علمية على نفقة الدولة لدراسة التربية الرياضية بكلية «شيستر» بإنجلترا وحصلت على مؤهل علمي عال، وبعد أنتهاء البعثة عادت إلى مصر وكونت أول فريق نسائي وذلك بكرة السلة حتى اعتزلت عام 1949.

وفي عام 1988 تم اطلاق أسمها على أكبر مدرج في مبنى «كلية التربية الرياضية بنات جامعة الزقازيق» تقديراً لدورها الرائد، وفي عام 1989 تم منحها «الدكتوراه الفحرية».

## الأعمال والانجازات.
1. كونت أول فريق نسائي «لكرة السلة».[10][11][12]
2. تعلمت الطيران في منتصف «الثلاثينات» في وقت قياسي.
3. ثاني مصرية تحترف الطيران بعد «لطيفة النادي»، بعد ذلك اتجهت للسباحة للمسافات الطويلة.
4. في عام 1938 قامت بالسباحة من دمياط إلى رأس البر (14 كم) في ثماني ساعات فقط.[1][2][3][4][5][5][6][7][8][9]
5. في الفترة من 1936 إلى 1949 تولت التدريس بقسم التربية الرياضية.[5][5][6]
6. تم إنشاء المعهد العالي للتربية الرياضية بنات عام 1947 وأصبحت «نفيسة» أول عميدة له في الفترة من 1949 إلى 1972.
7. مثلت مصر في العديد من المؤتمرات العلمية والرياضية سواء داخل مصر أو خارجها.
8. منحت الدكتوراه الفحرية بالزقازيق عام 1989.[1][2][3][4]
9. قدمت عدة مؤلفات ونالت العديد من الأوسمة تقديراً لدورها الرائد.[1][2][3][4][5][5][6][7][8][9][10][11][12]